# Muhammad Ali
Muhammad Ali, vlastním jménem Cassius Marcellus Clay Jr. (17. ledna 1942, Louisville, Kentucky – 3. června 2016, Phoenix, Arizona) byl americký boxer. Dostal jméno po svém otci, Cassius Marcellus Clay, který byl pojmenován po abolicionistovi a politikovi Cassiu Clayovi, který žil v 19. století.
Boxovat začal ve 12 letech poté, co mu bylo ukradeno kolo. Během svých studií na střední škole vyhrál 100 ze 108 zápasů a dvě mistrovství Amatérské atletické unie. Na letních olympijských hrách v Římě získal zlatou olympijskou medaili v polotěžké váze. Jeho přezdívka „Největší“ s ním odešla do penze. Od roku 1980 trpěl Parkinsonovou nemocí. V roce 1999 byl časopisem Sports Illustrated korunován na „Sportovce století“.

## Sportovní kariéra

### Počátek kariéry
Muhammad měřil 6 stop a 3 palce (1,91 m) a na boxera těžké váhy měl velice neobvyklý styl. Ruce držel na úrovni boků mnohem častěji než ostatní boxeři, kteří je drželi vysoko, aby si bránili obličej. Místo toho spoléhal na své mimořádné reflexy a práci nohou, čímž si udržoval odstup od soupeřových úderů.
Dne 29. října 1960 v Louisville Cassius Clay zvítězil ve svém prvním profesionálním utkání. Vyhrál v šestém kole nad Tunnem Hunakerem, který byl policejním velitelem Fayetteville a Západní Virginie. V letech 1960–1963 získal rekordních 19 vítězství bez porážky s 15 knockouty. Porazil takové boxery, jakými byli: Tony Esperti, Jim Robinson, Donnie Fleeman, Alonzo Johnson, George Logan, Willi Besmanoff nebo Lamar Clark (který do té doby zvítězil čtyřicetkrát v řadě stylem KO). Mezi jeho velmi působivé výhry patřila i ta proti Sonny Banksonovi, kterého knockoutoval první vlnou ran. Nebo když porazil Archie Mooreho, který měl do té doby na kontě 200 vítězství. Clay vyhrál i nad Dougem Jonesem v desetikolovém zápase rozhodnutím rozhodčích. Zápas byl nazván „Zápasem roku pro rok 1963”. Clayův další zápas byl proti Henry Cooperovi, který Claye knock downoval levým hákem na konci čtvrtého kola. Ovšem poté byl zápas přerušen v pátém kole kvůli tržné ráně na Cooperově tváři.
Cassius se stal uchazečem číslo jedna o titul, který do té doby držel Sonny Liston. Liston byl obávaným soupeřem a dnes je k němu přirovnáván jen Mike Tyson. Téměř nikdo nedával Clayovi šanci na vítězství. Datum zápasu bylo stanoveno na 25. února 1964 a měl se odehrát v Miami na Floridě. Během předzápasového vážení boxerů rozvášněný Ali vykřikoval, že bude „létat jako motýl a bodat jako včela“ a aby stručně vyjádřil svou obranu, pronesl „nemůžete zasáhnout, co nevidíte“.

### První titulový zápas
Clay měl plán. Špatně pochopené Clayovo bujaré chování vyvolávalo v ostatních nervozitu. Liston si byl přespříliš jistý svou výhrou a přípravu na utkání podcenil. V úvodních kolech byla především nevídaná Clayova rychlost hlavní obranou proti Listonovým mocným úderům vedeným na hlavu. Ve třetím kole byl Clay jasně lepší a Liston do přestávky odcházel s tržnou ranou pod okem. Ve čtvrtém kole Liston znovu získal půdu pod nohama a po několika sekundách v ringu byl Clay oslepen neznámou látkou. Dodnes se neví, zda to byla mast, co pomohla Listonovi zastavit krvácení a Clayovi se nešťastnou náhodou dostala do očí, nebo se jednalo o úmysl Listonova týmu a záměrně látku aplikovali na Listonovy rukavice. Napolo vidoucí Clay se ztuha vyhýbal Listonovým úderům. Přesto byl schopen se udržovat v dostatečné vzdálenosti od Listona, dokud mu pot látku z oka nevyplavil. Ihned se vzpamatoval a ke konci pátého kola posílal na Listona jeden úder za druhým. V šestém kole byla jeho převaha nad Listonem jasně zřetelná. Konec přišel ještě před počátkem kola sedmého. Liston sípal v rohu na stoličce a odmítal nastoupit do ringu. Později tvrdil, že pokračovat mu neumožnilo vykloubené rameno. Vítěz s výkřiky „Jsem král světa“ radostně skákal kolem ringu a na nedůvěřivé novináře volal „Kdo že je nejlepší? Sežerte si ty svoje kecy!“

### Změna jména
Následovalo jeho jmenování šampionem. Proslavil se však i z jiných důvodů: prozradil, že je členem Nation of Islam (Islámský národ) a změnil si jméno na Cassius X. Odhodil tak příjmení, které dostali jeho předci v dobách, kdy byli otroky. Učinil tak podobně jako např. Malcolm X. Brzy však převzal jméno Muhammad Ali po vůdci Národa Elijah Muhammad a prohlásil ho za své „pravé jméno“. Avšak pouze několik málo novinářů bralo tuto změnu na vědomí. Osvojení nového jména mělo také symbolizovat jeho novou identitu muslima.

### Obhajoba titulu
Ali potvrdil svoje schopnosti, když 25. května v Lewistonu znovu porazil Listona a knockoutoval ho hned v prvním kole. Znalci boxu dobře věděli, že Liston byl sponzorován zločineckými organizacemi, a šeptalo se, že měl za úkol zápas prohrát. Avšak videoanalýza a svědectví očitých svědků podalo vysvětlení, že Ali Listonovi zasadil několik tvrdých ran zprava tak rychle, že předešlé pochybnosti byly vyvráceny. Nejdříve i Ali sám Listona podezříval z toho, že po jeho útoku mohl vstát, ale neudělal to. Právě tato scéna je zachycena na slavném snímku, kdy Ali stojí nad ležícím Listonem a křičí na něj, aby vstal a bojoval. Je však možné, že Liston byl pro tenhle zápas bez formy a navíc si nevěřil, že by se proti Aliho stylu mohl prosadit víc, než kdysi v Miami. Když ho Ali srazil k zemi, jednoduše zůstal ležet, protože neměl žádnou vůli pokračovat. Nicméně se zdálo, že se Liston chystá zvednout na rozechvělé nohy (rozhodčí Jersey Joe Walcott Aliho napomenul kvůli urážkám a pohrdavým poznámkám a počítání zopakoval, protože zprvu opravdu nebylo zřetelné, zda chce Liston pokračovat), ale očividně se už bránit nechtěl. Walcott po několika sekundách zápas skutečně ukončil.
V listopadu téhož roku se Ali střetl a také porazil dřívějšího šampiona Floyda Pattersona. Patterson byl jeho dětským hrdinou a pro Aliho bylo velmi bolestivé zjištění, že odmítá uznat jeho nové jméno. Tehdy se Ali rozhodl, že s Pattersonem bude bojovat a zničí ho. A Patterson opravdu v ringu moc šancí nedostal. Pattersonův debakl rozhodčí ukončil ve 12. kole.

### Comeback
Kvůli odmítnutí vojenské služby ve válce ve Vietnamu mu byla v květnu 1967 odňata boxerská licence a byl odsouzen k pěti letům vězení. Ali prohlásil: „nemám nic proti Viet Congu, protože nikdo z nich mě nenazval negrem“. Případ se vlekl několik let a především díky svým právníkům byl u Nejvyššího soudu zproštěn obžaloby.
V roce 1970 Ali získal zpět boxerskou licenci. Jeho prvním soupeřem po nucené pauze byl Jerry Quarry, kterého 26. listopadu 1970 porazil hladce ve třetím kole. Krátce po tomto zápasu soud uznal, že Alimu byla licence odebrána neprávem. Potom ho čekal zápas v New Yorku s Oscarem Bonavenou v Madison Square Garden. Ali zvítězil v patnáctém kole, a připravil si tak cestu k souboji o titul s Joem Frazierem.

### Zápas století – Ali vs. Frazier
Zápas se odehrál v Madison Square Garden 8. března 1971. Utkání je známé jako „Zápas století“. Stal se jedním z nejslavnějších a nejočekávanějších zápasů všech dob. Oba boxeři měli mnoho zkušeností a doposud neokusili chuť porážky. Souboj provázela vypjatá atmosféra a také ho pozvedla obrovská reklama. Ali nepovažoval Fraziera za právoplatného šampiona, nechyběly ani urážky na jeho adresu, přestože právě po Frazierově přímluvě v roce 1970 byla Alimu navrácena licence.
Zápas byl vyrovnaný až do 11. kola, kdy začal mít Ali problémy. Na začátku 15. kola byl Ali uzemněn tvrdým levým hákem, a ačkoliv vstal, byla Frazierova převaha naprosto zjevná. Vítězem se na body stal Joe Frazier. Jako fotograf se zápasu účastnil i Frank Sinatra, který pořizoval snímky pro Life Magazine. O famózní zážitek posluchačů u radiopřijímačů se postarali legendární hlasatel boxu Don Dunphy s hercem a sportovním nadšencem Burtem Lancasterem.
V roce 1973 po řetězu vítězství nad špičkovými soupeři v těžké váze, rozdělil Ali kampaň, která měla přinutit Fraziera k odvetě, do dvou utkání s Kenem Nortonem (v zápase, který Ali s Nortonem prohrál, utrpěl Ali zlomeninu čelisti). Utkáním s Frazierem (který ztratil titul v zápase s Georgem Foremanem) vyhrál na body a připravil si tak cestu k dalšímu titulovému zápasu.

### Rachot v džungli (The Rumble in the Jungle) – Ali vs. Foreman
Ali se stal znovu držitelem titulu 30. října 1974 po pokoření šampióna George Foremana. Zápas proběhl v Zairu s podtitulem The Rumble in the jungle. Utkání jako jeden z prvních propagoval Don King, showman, který zápas v Africe ocejchoval sloganem „Z otroctví k vítězství“ (From Slaveship to Championship). Téměř nikdo, dokonce ani dlouholetý Aliho fanoušek Howard Cosell nedával Alimu šanci na úspěch. Komentátor před zápasem poukazoval na to, že Ali svedl po dvou bitvách s Joem Frazierem a Kenem Nortonem a s každým jen jednou a velmi obtížně zvítězil, zatímco Foreman oba smetl ve druhém kole. Foreman měl do té doby na kontě ze 40 vítězství 37 způsobem KO. A většina z nich netrvala déle než tři kola. Navíc posledních osm zápasů Foreman ukončil v druhém kole.
Ali se chystal boxovat na větší vzdálenost a nepustit si Foremana k tělu, protože jeho rychlost a práce nohou byla na mnohem lepší úrovni, ale během druhého kola byl Ali zatlačen až k provazům, kde ojediněle Foremanovi údery vracel a zároveň se mladému borci vysmíval. Brzy byl zřejmý Aliho úmysl. Snažil se Foremana rozzuřit a donutit ho k nejtvrdším úderům, aby ho unavil jak mentálně, tak fyzicky. Šampión posílal na Aliho stovky úderů, ale v průběhu sedmi kol byly stále méně efektivní. Na konci osmého kola byl Foreman tak unavený, že Aliho vítězem už tipoval každý. Nakonec Ali rychlou kombinací úderů vyčerpaného a vrávorajícího Foremana poslal k zemi. Ali se tak po strhujícím zápase, kde soupeř psychicky neunesl jeho posměšky a zcela se unavil neefektivním bušením do jeho krytu, stal znovu šampionem.

### Rocky
Dne 24. března 1975 Ali bojoval s Chuckem Wepnerem v Clevelandu. Právě tento zápas inspiroval společnost Academy Award k natočení filmu Rocky. Paradoxně to však byl Aliho soupeř, který se stal předlohou pro smyšleného boxera. Wepner byl boxerem z ulice a živil se jako prodavač lihovin. Jeho přezdívka byla The Bayonne Bleeder (Ubožák) a neznámý novinář o něm napsal: „Jestliže on je kandidát na titul číslo osm, pak boxovací pytel musí být číslo sedm“[zdroj?]. Wepner však tvrdě trénoval dva měsíce a se skóre 2:41 se mu podařilo vydržet až do patnáctého kola. Sylvester Stallone viděl utkání v televizi a navrhl postavu Rockyho Balboy.

### Masakr v Manile (The Thrilla in Manila) – Ali vs. Frazier III (1975)
V roce 1975 byl Alimu znovu navržen boj proti Joe Frazierovi. Očekávání bylo obrovské, byl to finální souboj mezi těmito dvěma velkými boxery Těžké váhy. Aliho časté urážky, nadávky a básně zvýšily očekávání a vzrušení z boje. Po 14 vyčerpávajících kolech odmítl Frazierův trenér Eddie Futch dovolit Joeovi, aby pokračoval. Frazier se cítil zrazen a nikdy už s Futchem nepromluvil. Novináři po zápase citovali Aliho výrok: „Nikdy jsem nebyl tak blízko smrti!“ Ring Magazine nazval zápas Zápasem roku a byl nazván také největším zápasem všech dob. Ali vyhrával na začátku několika kol, ale Frazier vždy dokázal udělat uprostřed kola comeback. Nicméně v pozdějších kolech měl Ali zápas již pod kontrolou a ve 14. kole byl zápas zastaven Frazierovým trenérem kvůli Joeovým oteklým očím, již téměř neviděl.
Po tomto zápase již žádný Aliho protivník nebyl jako Joe. Frazier po dalších dvou zápasech odešel navždy do boxerského důchodu a Ali, ačkoliv již se sestupnou kvalitou, odboxoval ještě mnoho zápasů, ovšem jeho vítězství byla sporná. V roce 1976 Ali knockoutoval dva prakticky neznámé protivníky, „Belgického kameníka“ (Belgian stonecutter) Jean-Pierre Coopmana a Angličana Richarda Dunna. Dne 30. dubna 1976 stál Ali proti Jimmy Youngovi v Ladnover v Marylandu. Ali vážil v té době 230 liber (104 kg), nejvíc v kariéře. Rozhodčí, vybraní Donem Kingem, označili po 15 kolech Aliho vítězem. Široká veřejnost však věřila, že Young Aliho přebodoval a mnoho lidí nazvalo toto hodnocení jako nejhorší v historii boxu. V září téhož roku se proti Alimu postavil do ringu v Yankee Stadium Ken Norton v jejich třetím zápase. V dalším velice sporném rozhodnutí rozhodčí deklarovali Aliho vítězem.
V roce 1977 Aliho lékař Ferdie Pacheco opustil doprovodný tým. Soudil, že Ali se ničí tím, že pokračuje v boxu příliš dlouho, a nepřál si nést za to zodpovědnost. Pacheco doporučil Alimu jít na odpočinek hned, když zaznamenal, že jeho reflexy se zpomalují. Ali však držel svůj titul do roku 1978, kdy ho ztratil s olympijským vítězem z roku 1976, Leonem Spinksem. Ali se tak stal prvním šampionem v těžké váze v historii boxu, který ztratil titul s nováčkem, co měl za sebou pouhých sedm profesionálních zápasů. V zářijové odvetě v New Orleans v Superdome Spinksův rohovník odešel pryč po šestém kole, což později komentoval tím, že se mu zápas nezdál příliš na úrovni. Ali vyhrál na body po 15 kolech nad zmateným Spinksem. Dne 27. června 1979 oznámil Ali odchod do důchodu a uvolnil titul.

## Poslední comeback a odchod
Nicméně již 2. října 1980 vyzval Larryho Holmese na zápas o titul WBC v těžké váze. S vidinou dalšího rekordu, kdy by jako první boxer získal titul již čtyřikrát, prohrál Ali technickým KO v 11. kole, když ho Dundee nenechal nastoupit do dalšího kola. Na zápas s Holmesem, podporovaným jako „Poslední hurá!“, se mnozí fanoušci i experti dívali s pohrdáním, protože to byla ukázka, jak se Ali zhoršil. Holmes byl dříve Aliho sparring partner a tak ho někteří viděli jako „novou vycházející hvězdu“. Holmes později připustil, že ačkoliv zápasu vládl on, zadržoval některé údery z úcty ke svému idolu a bývalému zaměstnavateli. Po zápase vyšlo najevo, že byl Ali vyšetřován na klinice Mayo. Přiznal brnění v rukách a komolení řeči. Zkouška odhalila, že má díru v membráně oddělující mozek a lebeční kost. Nicméně, Don King zatajil tuto zprávu a dovolil, aby pokračoval v zápasech.
Navzdory zřejmému konci kariéry po prohře s Holmesem a navzdory svému zdravotnímu stavu Ali boxoval ještě jeden zápas. Dne 11. prosince 1981 nastoupil proti vycházející hvězdě a budoucímu mistru světa Trevoru Berbickovi v zápase nazvaném „Drama na Bahamách“ (The Drama in the Bahamas). Protože byl Ali již zatracován, málo amerických míst vyjádřilo zájem o hostování zápasu a málo fanoušků projevilo zájem ho sledovat. Ve srovnání s dřívějšími souboji se utkání konalo v málo známém městě Nassau. Ačkoliv Ali předvedl okrajově lepší výkon proti Berbickovi než proti Holmesovi o 14 měsíců dříve, nestačilo to a zápas po 10 kolech prohrál jednomyslným rozhodnutím. Berbickovi bylo tehdy 27 let, byl tudíž o 12 let mladší. Po této prohře Ali již definitivně v roce 1981 ukončil kariéru s profesionálním záznamem 56 vítězství (37 KO) a 5 proher. Stal se třikrát světovým šampionem v těžké váze.

## Aliho odkaz
Muhammad Ali porazil téměř každou špičkovou těžkou váhu své doby, která bývá nazývána Zlatým věkem těžké váhy. Byl mj. jmenován časopisem Ring Magazine „Boxerem roku“ častěji, než jakýkoliv jiný boxer a jeho zápasy byly prohlášeny „Zápasem roku“ víckrát, než u jiných boxerů. V International Hall of Fame je sedminásobným vítězem ankety o nejlepšího boxera a je také jedním ze tří boxerů, kteří byli prohlášeni sportovním časopisem „Sportovcem roku“. Je považován za jednoho z nejlepších boxerů napříč vahami v historii. Jeho psychologické taktiky před, během a po zápasech byly velmi účinné. Byla to jeho největší přednost, kterou si mohl dovolit také díky poměru své výšky a váhy. V roce 1978, tři roky před Aliovým stálým důchodem, výbor starších v jeho rodném městě Louisville v Kentucky rozhodl o přejmenování Walnut Street na Muhammad Ali Boulevard. Za týden, kdy instalovali 70 nových ukazatelů směru, bylo 12 z nich ukradeno. O rok dříve výbor státní školy v Jefferson County zvažoval přejmenování Central High School k jeho poctě, ale nebylo to schváleno. V každém případě pojmenování Ali Boulevard, stejně jako tehdy Ali samotný, bylo v jeho rodném městě dobře přijato.

## Na odpočinku

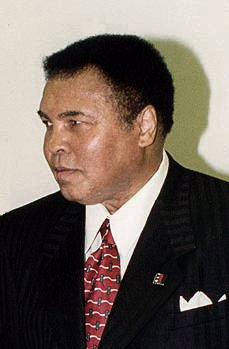

Alimu byla počátkem roku 1980 diagnostikována Parkinsonova choroba s následným zpomalováním motorických funkcí. Aliho lékaři se však neshodli na tom, zda jeho symptomy byly způsobené boxem a zda byl jeho stav degenerativní. Koncem roku 2005 se Aliho kondice znatelně zhoršila. Podle dokumentárního filmu When We Were Kings, kde Ali byl dotazován na to, zda kvůli své nemoci nelituje boxování, odpověděl, že kdyby neboxoval, byl by malířem v Louisville v Kentucky. Byl zvolen do Forbes Celebrity 100 jako třináctý za Donaldem Trumpem.
V roce 1985 se účastnil jako hostující rozhodčí v úvodní WrestleMania event. Poté se Ali v roce 1988 plavil na výročním plavidle Tournament of Roses Parade, při jejím spuštění na počest 200. výročí Ústavy USA.
V roce 1991 Ali publikoval svůj životopis. Dostal též cenu Spirit of America Award jako nejznámější americká tvář na světě. V roce 1996 byl poctěn tím, že zapálil olympijský oheň na letní olympiádě v Atlantě. Objevil se i na finále Australské fotbalové ligy v roce 1998, kam ho Anthony Pratt pozval, aby sledoval hru a rovněž vítal běžce na každoroční akci Los Angeles Marathon. V roce 1999 dostal od televize BBC jednorázové ocenění jako „Sportovní osobnost století“.
Jeho dcera Laila Ali se v roce 1999 také stala boxerkou, navzdory otcovým komentářům proti ženskému boxu, podle kterých nejsou ženy na box stavěné.
V roce 2001 byl natočen životopisný film nazvaný Ali s Willem Smithem v hlavní roli. Film získal smíšené kritiky, s pozitivním výsledkem k hereckému umění Willa Smitha a vedlejšího herce Jona Voighta a získal nominaci na cenu Filmové akademie. Při přípravě Aliho filmu Smith ustavičně odmítal roli Aliho do té doby, než Muhammad Ali osobně požádal, že roli přijme on sám. Podle Smitha první věc, kterou o tom Ali řekl Smithovi, byla: „Nejsi dost pěkný, abys mne hrál“.
Ali dostal prezidentskou medaili svobody při obřadu v Bílém domě 9. listopadu 2005. Dne 19. listopadu 2005 (Aliho 19. svatební výročí) se otevřelo 60 milionové neziskové Centrum Muhammada Aliho v centru Louisville v Kentucky. Mimo zobrazování jeho boxerských pamětí se centrum soustředí na tematiku míru, sociální odpovědnosti, respektu a osobního růstu. Podle webu Centra Muhammada Aliho: „Od té doby, co odešel z boxu, se sám věnoval humanitárnímu úsilí po celém světě. Je oddaný sunnitským muslimům, cestuje po celém světě a propůjčuje své jméno v zemích, kde se vyskytuje hladomor a chudoba, podporuje vzdělávací úsilí všeho druhu, propaguje adopci a povzbuzuje lidi k respektu a lepšímu vzájemnému porozumění. Odhaduje se, že pomáhal poskytnout více než 22 milionů jídel pro hladové.“
Ve FedEx Orange Bowl 2. ledna 2007 byl Ali čestným kapitánem pro Louisville Cardinals a nosil jejich bílý dres číslo 19. Ali byl doprovázen golfovou legendou Arnoldem Palmerem, který byl čestným kapitánem pro Wake Forest Demon Deacons, a hvězdou Miami Heat, Dwyanem Wadem.
Mládežnický klub v Aliově rodném městě a druh růží (Rosin Ali) byly také pojmenovány po něm. Ali žil ve Scottsdale v Arizoně se svou čtvrtou manželkou Yolandou 'Lonnie' Ali. Vlastní dům v Berrien Springs v Michiganu, který byl na prodej a 9. ledna 2007 koupili dům ve východním Jefferson County za 1 875 000 dolarů.

## Osobní život
Muhammad Ali se čtyřikrát oženil a měl sedm dcer a dva syny. Svou první manželku, servírku v koktejlovém baru Sonju Roi, potkal asi měsíc předtím, než se vzali (14. srpna 1964). Námitky Sonji k jistým muslimským zvykům, pokud jde o oblečení ženy, přispěly k rozpadu jejich manželství. Rozvedli se 10. ledna 1966.
Dne 17. srpna 1967 si Ali vzal sedmnáctiletou Belindu Boyd. Po svatbě změnila jméno na Khalilah Ali, následujíc muslimskou tradici. Měli čtyři děti: nejstarší dcera Maryum se narodila v roce 1968, dvojčata Jamilla a Rasheeda v roce 1970. Jediný biologický syn Muhammada Aliho, Muhammad Ali Jr., se narodil v roce 1972.
V roce 1974 začal Aliho vztah s Veronicou Porché. Byla to jedna ze čtyř plakátových děvčat, která podporovala akci Rumble in the Jungle, boj v Zairu s Georgem Foremanem. V létě 1977 Aliho druhé manželství skončilo a oženil se s Veronicou. Než se stali manžely, měli dceru Hanu a Veronica byla v jiném stavu s druhým dítětem. Druhá dcera, Laila Ali, se narodila v prosinci téhož roku. Roku 1986 se Ali a Veronica rozvedli.
Dne 19. listopadu 1986 si Ali vzal svoji čtvrtou manželku Yolandu 'Lonnie' Ali, se kterou se znali od dětství v Louisville. Muhammad Ali byl opatrovníkem jejích dětí. Měli jednoho adoptovaného syna, Asaada. Ali měl ještě dvě další dcery, Miyu a Khaliah, z nemanželských vztahů. Zemřel ve věku 74 let na Parkinsonovu nemoc.

## Filmy o Alim
- 1977: Největší Muhammad Ali (The Greatest) – hrál sám sebe
- 1979: Freedom Road – Gideon Jackson
- 1999: ABC 2000: The Millennium
- 2000: Legends, Icons & Superstars of the 20th Century
- 2001: Ali (v hlavní roli Will Smith)
- 2009: Facing Ali (režie Pete McCormack, výpověď pěti boxerů, kteří dokázali porazit „Největšího“)
- 2019: What's My Name: Muhammad Ali (Režie: Antoine Fuqua,Dokumentární / Životopisný USA, 2019, 165 min